# Werner Mahler
Werner Mahler (* 1950 in Boßdorf) ist ein deutscher Fotograf und Mitgründer der Fotoagentur Ostkreuz.

## Leben
Mahler wurde in Boßdorf im damaligen Landkreis Zauch-Belzig (heute Ortschaft von Lutherstadt Wittenberg) geboren. Er legte 1968 sein Abitur am Runge-Gymnasium in Oranienburg ab. Nach dem Grundwehrdienst bei der NVA begann er 1970 ein Studium an der Hochschule für Chemie Merseburg, das er jedoch abbrach. Von 1971 bis 1973 absolvierte er in Berlin eine Zwei-Jahres-Assistenz bei dem Werbefotografen Ludwig Schirmer, dem Vater seiner späteren Ehefrau Ute Mahler. Von 1973 bis 1978 studierte er Fotografie an der Hochschule für Grafik und Buchkunst in Leipzig. Seitdem ist er als freiberuflicher Fotograf tätig. Er arbeitete unter anderem für die illustrierte Wochenzeitung Für Dich und für die ostdeutsche Zeitschrift für Mode und Kultur Sibylle. Mahler war bis 1990 Mitglied des Verbands Bildender Künstler der DDR. Er hatte in der Zeit der DDR Einzelausstellungen im Inland sowie in Brüssel (1979), Budapest, Prag, Stockholm und Warschau.
Nach der politischen Wende gründete Mahler 1990 gemeinsam mit Kolleginnen und Kollegen die Fotoagentur Ostkreuz, deren Geschäftsführer er seitdem ist. Zwischen 2002 und 2004 unterrichtete Mahler an der fas – Fotografie am Schiffbauerdamm, einer Privatschule für Fotografie in Berlin.
2005 rief er gemeinsam mit Thomas Sandberg die Ostkreuzschule für Fotografie ins Leben, deren Schulleiter er und für die er als Dozent tätig ist.
Mahler lebt mit seiner Ehefrau in Lehnitz.

## Ehrungen
- 2011: Kunstpreis Fotografie[4] von Lotto Brandenburg für Monalisen der Vorstädte: Fotografien von Ute und Werner Mahler (gemeinsam mit seiner Ehefrau)
- 2023: Kulturpreis der Deutschen Gesellschaft für Photographie (DGPh) (gemeinsam mit seiner Ehefrau)[5]
- 2024: Verdienstkreuz am Bande der Bundesrepublik Deutschland (gemeinsam mit seiner Ehefrau)[6]

## Fotografisches Werk
In seinen Arbeiten der 1970er- und 1980er-Jahre dokumentierte Mahler in zahllosen Serien das Leben in der DDR, etwa den Alltag in einem thüringischen Dorf, die Arbeit in einem Steinkohlebergwerke bei Zwickau oder die politisch aufgeladenen Derbys zwischen den Fußballvereinen FC Union und BFC Dynamo. Es entstanden Fotos von hoher Intensität.
Seit 2009 entstanden gemeinsame künstlerische Fotoprojekte mit seiner Frau Ute Mahler. Darunter Arbeiten für die FAZ oder auch Langzeitprojekte.
In seinen neueren Arbeiten kommen häufig historische Kameras zum Einsatz. Mit der Camera obscura schaffte er traumartige Sequenzen von Schweizer Seen, brandenburgischen Landschaften oder Leonardi da Vincis Wirkstätten in Norditalien. Für eine alte Plattenkamera entschied er sich bei einem fotografischen Gemeinschaftsprojekt mit Ute Mahler, bei dem Mädchen im Übergang, zwischen Stadt und Land, Kindheit und Reife fotografiert wurden.
Mahler zählt gemeinsam mit seiner Frau „zu den stilprägendsten Vertretern der ostdeutschen Fotografie“. Heute wie damals in der DDR hätten sie „ihre humanistische Sicht auf die Welt in unterschiedlichen, intensiven Fotoprojekten realisiert“.
Fotografien von Mahler sind in renommierten Sammlungen vertreten, u. a. in der Berlinischen Galerie, Sammlung F. C. Gundlach, im Deutschen Historischen Museum Berlin, in der Sammlung Fotografie der Staatlichen Galerie Moritzburg und den Brandenburgischen Kunstsammlungen Cottbus.

## Buchpublikationen mit Fotos Mahlers (unvollständig)
- Monalisen der Vorstädte: Fotografien von Ute und Werner Mahler. Verlag Meier und Müller, Berlin 2013, ISBN 978-3-00-035371-0. (deutsch, englisch)
- Kleinstadt Fotografien von Ute und Werner Mahler, Hartmann Projects Verlag, Stuttgart 2018, ISBN 978-3-96070-029-6.
- mit Ute Mahler und Ludwig Schirmer: Ein Dorf: 1950–2022, Hartmann Projects Verlag, Stuttgart 2024, ISBN 978-3-96070-100-2. (deutsch, englisch)

## Ausstellungen (unvollständig)

### Einzelausstellungen seit der deutschen Wiedervereinigung
- 2011: Monalisen der Vorstädte – Fotografien von Ute und Wener Mahler. Galerie Dittrich & Schlechtriem, Berlin
- 2014: Ute Mahler und Werner Mahler – Werkschau. Deichtorhallen, Haus der Photographie, Hamburg 2014, Katalog.[9]

### Gruppenausstellungen

#### Zentrale und wichtige regionale Ausstellungen in der DDR
- 1982/1983 und 1977/1988: Dresden, IX. und X. Kunstausstellung der DDR
- 1982 und 1986: Berlin, Bezirkskunstausstellungen
- 1984: Berlin, Altes Museum („Junge Künstler der DDR“)
- 1984: Berlin, Altes Museum („Alltag und Epoche. Werke bildender Kunst der DDR aus fünfunddreißig Jahren“)
- 1985: Berlin, Nationalgalerie („Auf gemeinsamen Wegen. Kunstausstellung zum 40. Jahrestag des Sieges über den Hitlerfaschismus und der Befreiung des deutschen Volkes“)
- 1986: Berlin, Marstall („Fotografie: Realität, Vernunft, Kunst“)

#### Seit der deutschen Wiedervereinigung
- 2010: Berlin, C/O Berlin ("Die Stadt")
- 2012: Berlin, Haus der Kulturen der Welt ("Über Grenzen")
- 2015: Paris, BETC ("25 Jahre Ostkreuz")
- 2016: Rostock, Kunsthalle Rostock ("Sibylle")
- 2024: Erfurt: Kunsthalle Erfurt ("Ute Mahler, Werner Mahler & Ludwig Schirmer. An seltsamen Tagen über Flüsse in die Städte und Dörfer bis ans Ende der Welt")

- 2025: Berlin, Galerie Springer („Farbenrausch. Ute Mahler, Werner Mahler, Ludwig Schirmer“)[10]
- 2025: Berlin, Akademie der Künste am Hanseatenweg („Ein Dorf 1950 – 1922 Ute Mahler, Werner Mahler, Ludwig Schirmer“)